# Agrodiaetus coerulea
Agrodiaetus coerulea är en fjärilsart som beskrevs av Otto Staudinger. Agrodiaetus coerulea ingår i släktet Agrodiaetus och familjen juvelvingar. Inga underarter finns listade i Catalogue of Life.